# Большие Армалы
Больши́е Армалы́ (тат. Олы Әрәмәле) — село в Елабужском районе Татарстана. Входит в состав Лекаревского сельского поселения.

## География
Находится в северной части Татарстана на расстоянии приблизительно 15 км на запад по прямой от районного центра города Елабуга у речки Анзирка.

## История
Основана в XVIII веке.

## Население
Постоянных жителей было в 1859 году — 649, в 1887—953, в 1920—871, в 1926—1084, в 1938—523, в 1949—399, в 1958—308, в 1970—255, в 1979—192, в 1989—209. Постоянное население составляло 209 человек (русские 77 %) в 2002 году, 194 в 2010.